# Eckhard Bendin
Eckhard Walter Bendin (* 10. Mai 1941 in Neuruppin) ist ein deutscher Architekt und Künstler, der sich besonders mit Farbenlehre befasste. Er war Dozent an der Technischen Universität Dresden.

## Leben und Wirken

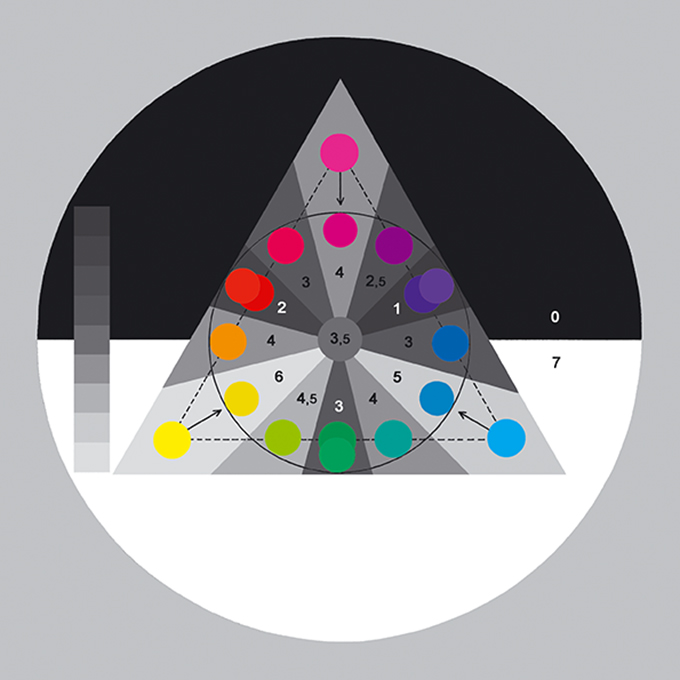
Zwölfton-Schema des Analogiemodells der Farbe (AMC)

Nach Abschluss eines Architektur-Studiums an der Hochschule für Architektur und Bauwesen Weimar (Diplom-Arbeit 1968: Konzerthaus Leipzig) wirkte Bendin zunächst in Erfurt und Weimar als Architekt und Bauplastiker, nach zweijähriger Kandidatur und Aufnahme in den Verband Bildender Künstler der DDR (1970) leitete er von 1977 bis 1983 das Büro für architekturbezogene Kunst des Bezirks Erfurt.
Von 1983 bis 2006 unterrichtete er als Dozent Gestaltungslehre an der Fakultät Architektur der Technischen Universität Dresden.
Er rief 1992 die interdisziplinäre Tagungs- und Publikationsreihe Dresdner Farbenforum ins Leben sowie 2005 die Sammlung Farbenlehre, die er bis 2016 aufbaute und ehrenamtlich betreute. Durch Beiträge als Kurator und Autor von Ausstellungen und Publikationen zur Aufarbeitung der Geschichte der Farbwissenschaft im Mitteldeutschen Raum in Verbindung mit dem Aufbau einer Lehr- und Forschungssammlung als fachübergreifendes Bindeglied zum historischen Bestand der Farbstoffsammlung und der Hermann-Krone-Sammlung legte er einen Grundstein zum Aufbau eines interdisziplinären Kompetenzzentrums „Farbe – Licht“ an der TU Dresden. 2010 fasste er seine wissenschaftliche Arbeit in einer dreiteiligen Anthologie Zur Farbenlehre zusammen.
Nach Mitwirkung in Vorstand und Wissenschaftlichem Beirat der Wilhelm-Ostwald-Gesellschaft zwischen 2005 und 2011 sowie im Kuratorium des Deutschen Farbenzentrums seit 2012 wirkte Bendin von 2014 bis 2017 auch als Verbundpartner am BMBF-Verbundforschungsprojekt Farbe als Akteur und Speicher FARBAKS.
Als Künstler war Bendin in den 1960er und 1970er Jahren an Industrieformgestaltungen beteiligt (Betonformsteine und Plasterzeugnisse für das Bauwesen). In Dresden schuf er baugebundene Arbeiten und beteiligte sich an Kunstausstellungen. Durch seine späteren farbkünstlerischen Arbeiten wird er zu den Vertretern der Konkreten Kunst gezählt.
In Weimar und anderen Thüringer Städten und Gemeinden schuf er den Entwurf für die Todesmarschstele.

## Publikationen (Auswahl)

### Editionen (Hrsg. / Bearb.)
- Dresdner Farbenforum. Vorträge. Band 1–5, Dresden 1997 (Bd. 1–3 im Schuber, 400 S.), 1999 (Bd. 4, 149 S.) und 2001 (Bd. 5, 198 S.)
- Zu Bedeutung und Wirkung der Farbenlehre Wilhelm Ostwalds. Dokumentation zum 150. Geburtstag. Sonderheft Phänomen Farbe, 64 Seiten, Dresden; Großbothen; Düsseldorf 2003
- Über das Sehn und die Farben. Schopenhauer-Gedenkschrift 2016. edition bendin, Dresden 2019, 80 Seiten, ISBN 978-3-00-064700-0

### Monografien
- Sächsisches Land‐Farbenbuch, mit Antje und Frank Mehnert, hrsg. Sächsisches Staatsministerium für Umwelt und Landwirtschaft, Dresden 2001, ISBN 3-932627-15-6[8]
- Zur Farbenlehre. 3-teilige Anthologie: Teil I: Studien, Modelle, Texte / Teil II: Tafeln / Teil III: Kreiselscheiben. Die Verlagsgesellschaft GbR, Dresden 2010, ISBN 978-3-940418-48-7

### Buchbeiträge
- Geschichtliche Facetten zur Wissenschaft von Licht und Farbe. In: Scheurmann, K. (Hrsg.): rot. grün. blau. Experiment in Licht & Farbe. Ilmenau 2008, S. 62‐78, ISBN 978-3-9811758-5-1
- Nachhaltige Impulse für Farbwissenschaft und Farbkunst. In: Scheurmann, K. (Hrsg.): color continuo 1810…2010 – System und Kunst der Farbe. Dresden 2009, S. 18‐31, ISBN 978-3-86780-138-6, ebenda: Konzeptionelle Wege – Generalbass und Instrumentar für eine neue Farbkunst. S. 78–89
- Die Sammlung Farbenlehre. In: Sammlungen und Kunstbesitz. Technische Universität Dresden. Hrsg. vom Rektor der Technischen Universität Dresden. Dresden 2015, S. 116–127
- Goethes Farbenlehre – Anspruch und Diskurs / Goethe’s Theory of color – Claim and Discours. In: B. Steingießer (Hrsg.): Taten des Lichts – Goethe & Mack. Ausstellungskatalog Goethemuseum Düsseldorf, Hatje Cantz Verlag Berlin 2018, S. 100–117, ISBN 978-3-7757-4407-2
- Gleiches erkennt Gleiches – Annäherungen an alternative Auffassungen zum Farbsehen. In: Bendin, E.(Hrsg.): Über das Sehn und die Farben. Schopenhauer-Gedenkschrift 2016. edition bendin, Dresden 2019, S. 54–66, ISBN 978-3-00-064700-0